# Natação nos Jogos Pan-Americanos de 2003 - Revezamento 4x100 m livre masculino
O evento dos 4x100 m livre masculino nos Jogos Pan-Americanos de 2003 foi realizado em 15 de agosto de 2003. O Brasil venceu a prova com 3:18.66, próximo ao recorde dos jogos de 4 anos antes. A Venezuela terminou em segundo e o Canadá, em terceiro. Os EUA foram desclassificados quando o segundo nadador Jayme Cramer partiu antes.

## Medalhistas
| Ouro   | BRA Carlos Jayme Gustavo Borges Fernando Scherer Jader Souza |
| Prata  | VEN Osvaldo Quevedo Raymond Rosal Luis Rojas Octavio Alesi   |
| Bronze | CAN Colin Russell Matt Rose Brian Edey Chad Murray           |

## Recordes
| Recorde mundial       | AUS Austrália | 3:13.67 | 16 de setembro de 2000 | Sydney   |
| Recorde pan-americano | BRA Brasil    | 3:17.18 | 05 de agosto de 1999   | Winnipeg |

## Resultados
| Posição | Nação                        | Nadadores                                                        | Eliminatórias | Eliminatórias | Final      |
| Posição | Nação                        | Nadadores                                                        | Tempo         | Posição       | Tempo      |
| ------- | ---------------------------- | ---------------------------------------------------------------- | ------------- | ------------- | ---------- |
| 1       | BRA Brasil                   | ♦ Carlos Jayme ♦ Gustavo Borges ♦ Fernando Scherer ♦ Jader Souza | 3:27.07       | 2             | 3:18.66    |
| 2       | VEN Venezuela                | ♦ Osvaldo Quevedo ♦ Raymond Rosal ♦ Luis Rojas ♦ Octavio Alesi   | 3:28.12       | 3             | 3:23.14    |
| 3       | CAN Canadá                   | ♦ Colin Russell ♦ Matt Rose ♦ Brian Edey ♦ Chad Murray           | 3:29.72       | 4             | 3:23.83    |
| 4       | MEX México                   | ♦ ♦                                                              | 3:31.26       | 6             | 3:26.68    |
| 5       | BAR Barbados                 | ♦ ♦                                                              | 3:32.30       | 7             | 3:30.16    |
| 6       | ISV Ilhas Virgens Americanas | ♦ Josh Laban ♦ George Gleason ♦ Morgan Locke ♦ Kieran Locke      | 3:30.73       | 5             | 3:30.70 NR |
| 7       | BAH Bahamas                  | ♦ ♦                                                              | 3:33.58       | 8             | 3:33.69    |
| —       | USA Estados Unidos           | ♦ ♦                                                              | 3:22.36       | 1             | DQ         |
|         |                              |                                                                  |               |               |            |
| 9       | DOM República Dominicana     | ♦ Christopher Backhaus ♦ Santos ♦ Rodríguez ♦ Rodríguez          | 3:36.97 NR    | 9             |            |